# Mô hình khung lưới

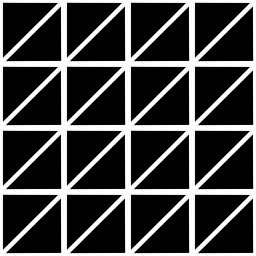
Khung lưới nhìn gần

Ví dụ kết xuất khung lưới của một hình khối, hình thập nhị giác (20 mặt), và một hình gần giống hình cầu.

Mô hình khung lưới (tiếng Anh: wireframe model) là biểu hiện có thể nhìn thấy của một  hình thức đại diện điện tử về một đối tượng hoặc một vật thể trong không gian ba chiều được sử dụng trong đồ họa máy tính ba chiều (3D computer graphics).
Mô hình được kiến tạo bằng cách xác định các cạnh của vật thể, nơi hai mặt phẳng toán học gặp nhau, hoặc bằng cách nối các điểm đỉnh hợp thành (constituent vertices) của một đối tượng dùng các đường thẳng hoặc các đường cong. Đối tượng được chiếu lên trên màn hình máy tính bằng cách vẽ những đường thẳng tại vị trí các cạnh của đối tượng.
Việc sử dụng mô hình khưng lưới cho phép người ta hình dung được kết cấu bên trong của một mô hình ba chiều (3D). Biểu hiện hai chiều truyền thống hoặc bức tranh hai chiều của nó có thể được kiến tạo bằng cách xoay chuyển đối tượng và chọn lựa xóa các đường ẩn (hidden line removal) - những đường mà thường khi người ta không thể trông thấy - thông qua các mặt phẳng cắt ngang.
Do việc tính toán để diễn hình các khung lưới tương đối đơn giản và nhanh chóng, diễn hình thường được sử dụng trong những trường hợp đòi hỏi tỷ lệ số hình ảnh  vẽ trên màn hình cao (chẳng hạn, khi làm việc với một  mô hình 3D phức tạp nào đấy, hoặc trong các hệ thống thời gian thực (real-time systems ) mô hình các hiện tượng ngoài trời (exterior phenomena). Khi các chi tiết đồ họa đòi hỏi cao hơn, thì các chất liệu bề mặt được tự động cho thêm, sau khi đã hoàn thành việc diễn hình đầu tiên khung lưới của vật thể. Việc làm trên cho phép nhà thiết kế nhanh chóng xem qua các thay đổi, hoặc xoay chuyển đối tượng đến một góc nhìn mong muốn, mà không bị sự trì trệ của quá trình kết xuất ảnh hưởng.
Hình thức khung lưới khá thích hợp và được sử dụng rộng rãi trong các tuyến công cụ lập trình (programming tool path) đối với các công cụ máy móc điều khiển số trực tiếp (Direct Numerical Control, DNC).

Một số hình minh họa thêm
Một vật thể với các bề mặt đã được lấp kín và tô bóng (không còn là khung lưới)
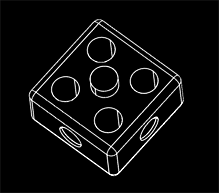
Một hình khung lưới của vật thể đã được xử lý dùng kỹ thuật xóa đường ẩn